# De Vlugtlaan (metrostation)
De Vlugtlaan is een station van de Amsterdamse metro in het stadsdeel Nieuw-West. De naam van het station is afgeleid van de nabij het station beginnende Burgemeester De Vlugtlaan, die vernoemd is naar een vroegere burgemeester van Amsterdam, Willem de Vlugt. Het station ligt aan Ringlijn 50 en werd geopend op 28 mei 1997. Per 3 maart 2019 wordt dit station ook aangedaan door metrolijn 51, die vanaf die datum vanaf station Zuid naar Isolatorweg is verlegd. Tussen 1986 en 2000 lag aan de overzijde van de De Vlugtlaan een gelijknamig treinstation.
Sinds de jaren dertig lag op de plek van het huidige metrostation de ononderbroken Ringspoorbaan. Begin jaren vijftig bij de aanleg van de Burgemeester de Vlugtlaan in het verlengde van de Bos en Lommerweg werd de ringspoorbaan doorbroken en in 1954 verscheen in het midden een vrij liggende trambaan in het zand.
Oorspronkelijk was het station voorzien aan dezelfde zijde als het NS station waarbij zijperrons zouden komen met een gemeenschappelijk eilandperron met de NS. Omdat men afzag van een oorspronkelijk ook gepland station aan de Wiltzanghlaan, omdat men onvoldoende reizigers verwachte, besloot men het station te verplaatsen naar de noordzijde met een eigen eilandperron. Een mogelijke noordelijke toegang aan de kant van de Wiltzanghlaan is niet gerealiseerd.
Voor de opening van lijn 50 zou het metrostation de naam Bos en Lommerweg krijgen. Om verwarring te voorkomen, heeft men dit naar het ernaast liggende treinstation hernoemd. Daarmee is dit, behalve Station Lelylaan en Henk Sneevlietweg, het enige station in Nieuw-West dat genoemd is naar een straat die alleen ten westen van de Ringspoorbaan ligt, want drie  andere stations in dit stadsdeel dragen de naam van de straten aan de oostzijde van de Ringspoorbaan. Bij de start van de bouwwerkzaamheden aan de Hemboog in 2000 werd het treinstation gesloten, drie jaar na de opening van lijn 50.
Er is een overstapmogelijkheid op tramlijn 7 en de buslijnen 21 en 80.

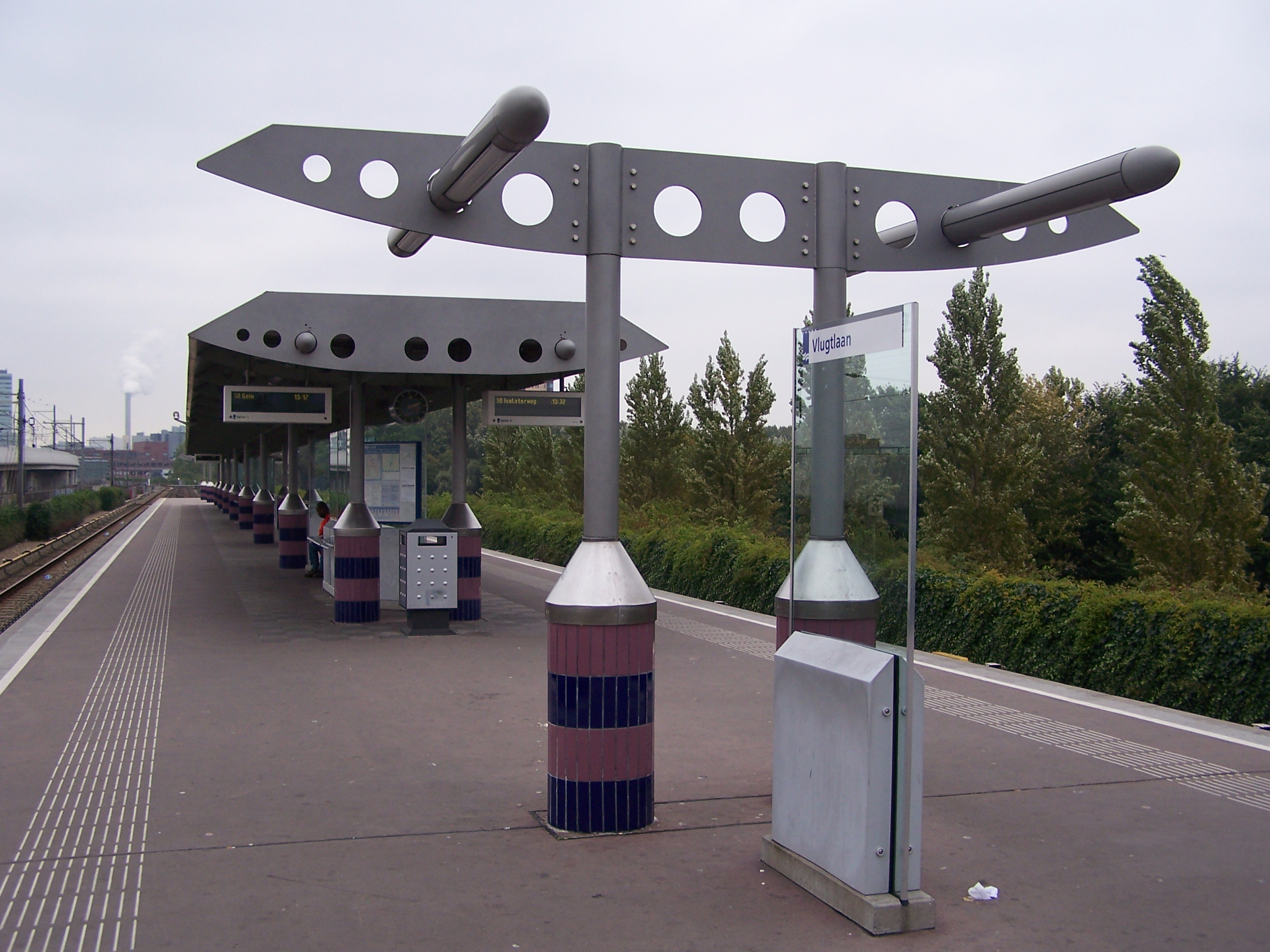
Het perron
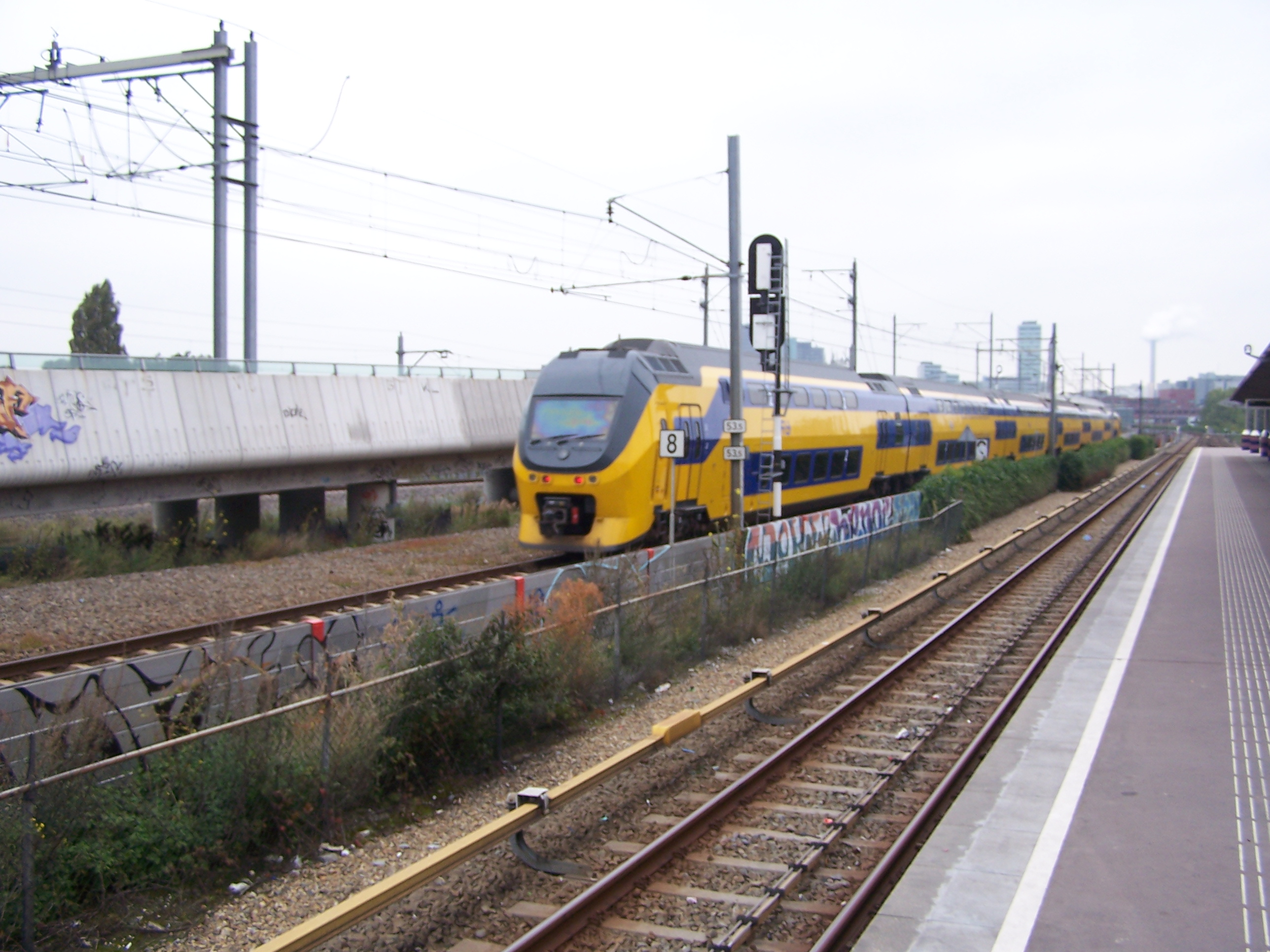
Een trein (type VIRM) rijdt voorbij het station
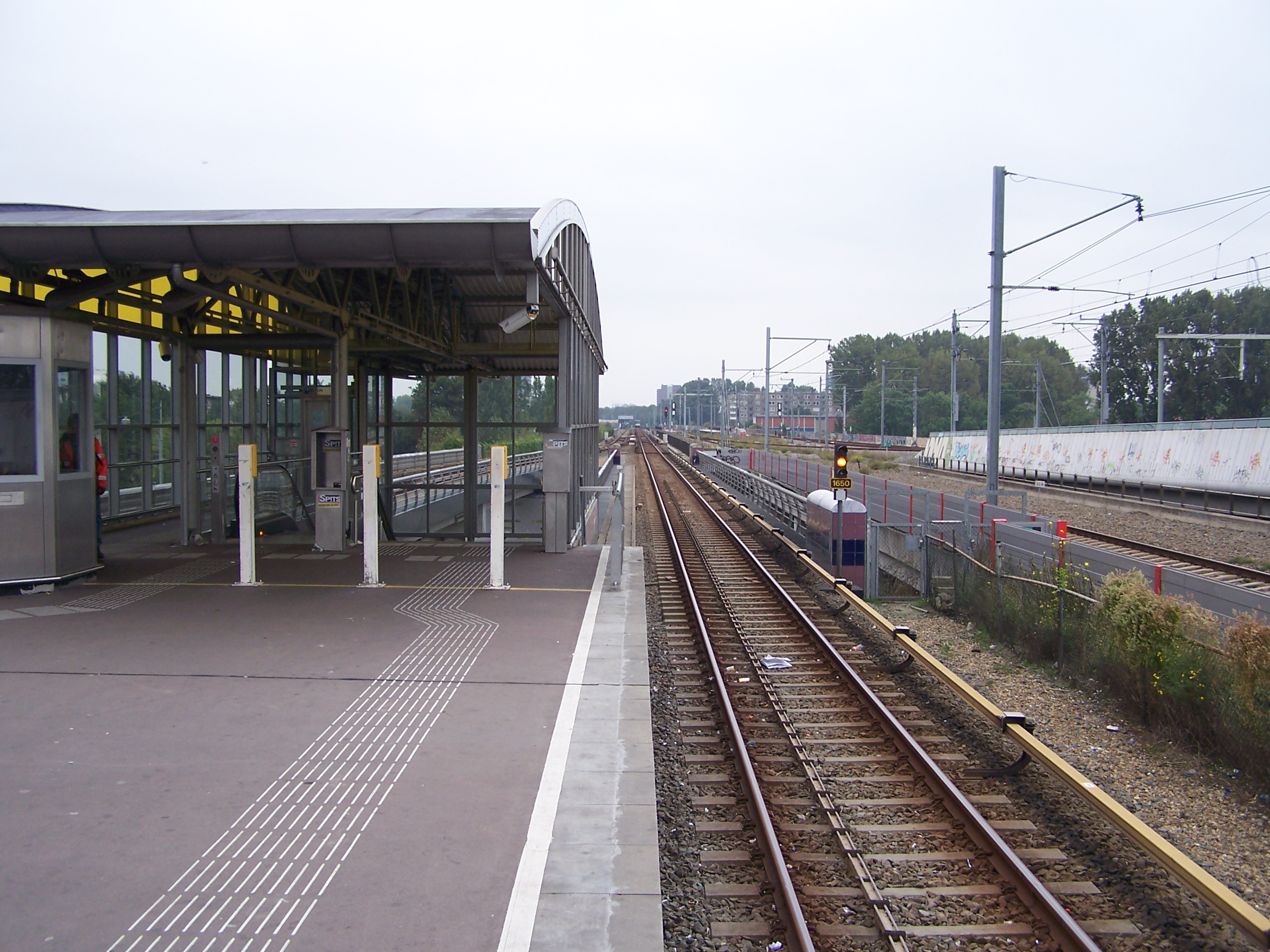
De stationskap
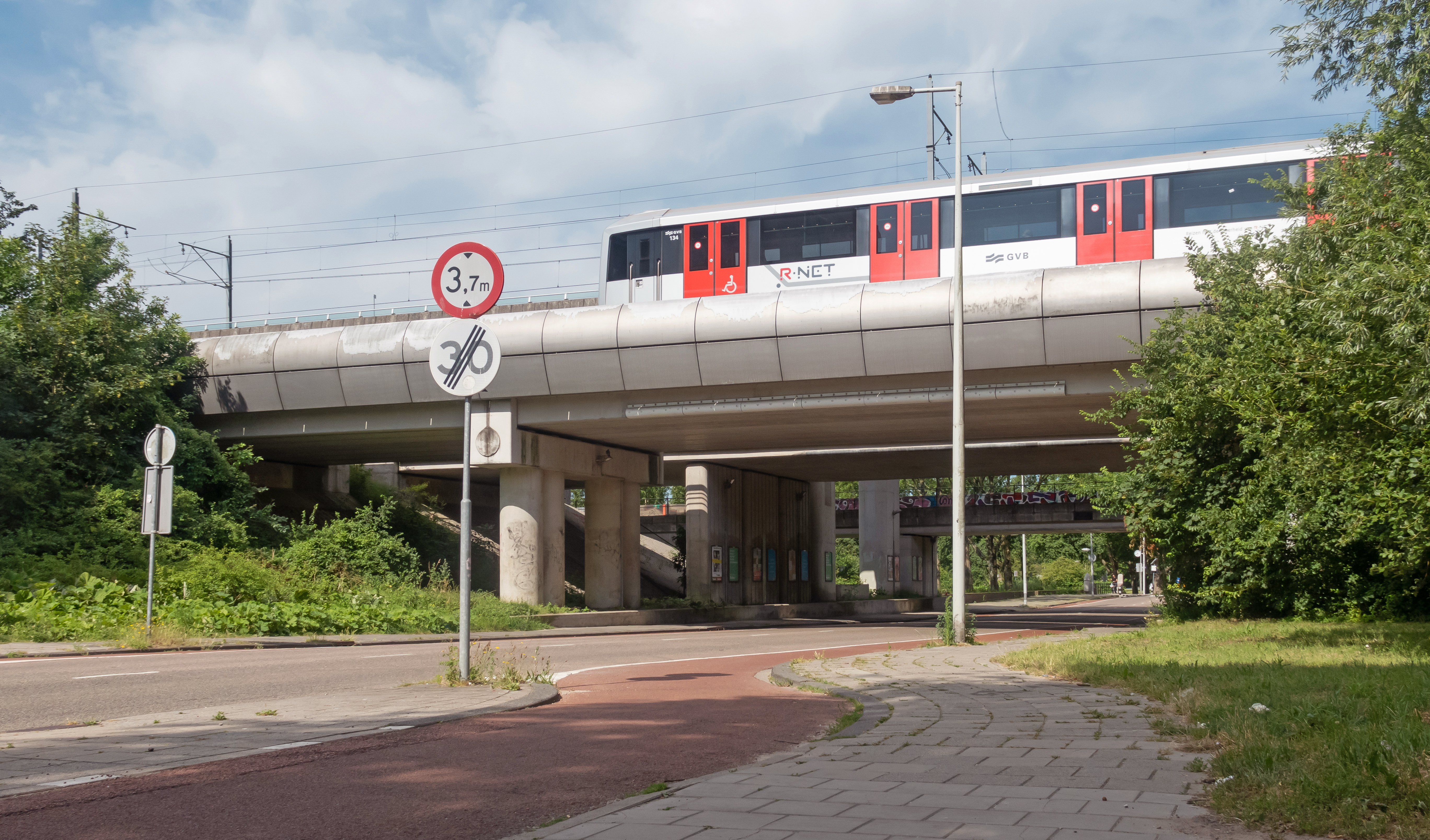
Metro-en spoorviaduct bij de Berceusestraat

Isolatorweg ·
Station Sloterdijk (NS) ·
De Vlugtlaan ·
Jan van Galenstraat ·
Postjesweg ·
Station Lelylaan (NS) ·
Heemstedestraat ·
Henk Sneevlietweg ·
Amstelveenseweg ·
Station Zuid (NS) ·
Station RAI (NS) ·
Overamstel ·
Van der Madeweg ·
Station Duivendrecht (NS) ·
Strandvliet ·
Station Bijlmer ArenA (NS) ·
Bullewijk ·
Holendrecht (NS) ·
Reigersbos ·
Gein
Centraal Station (NS) ·
Nieuwmarkt ·
Waterlooplein ·
Weesperplein ·
Wibautstraat ·
Amstelstation (NS) ·
Spaklerweg ·
Overamstel ·
Station RAI (NS) ·
Station Zuid (NS) ·
Amstelveenseweg ·
Henk Sneevlietweg ·
Heemstedestraat ·
Station Lelylaan (NS) ·
Postjesweg ·
Jan van Galenstraat ·
De Vlugtlaan ·
Station Sloterdijk (NS) ·
Isolatorweg